# 好想藝術
《好想藝術》（英語：Artspiration）是香港電台電視部製作的演藝文化節目，節目至目前共分6輯，由李思汝、黃寶漳、葉麗嘉、朱栢謙、朱柏康、廖子妤及李敏分別主持。本節目第一輯於2012年4月24日起逢星期二晚上19:00-19:30於亞洲電視本港台播出；第二輯於2012年11月7日起逢星期三晚上19:00-19:30於無綫電視翡翠台播出；第三輯於2013年9月25日起逢星期三晚上19:00-19:30於亞洲電視本港台播出；第四輯於2014年3月23日起逢星期日晚上19:00-19:30於無綫電視翡翠台及港台電視31播出；第五輯則於2015年12月6日起逢星期日晚上19:00-19:30於無綫電視翡翠台，及晚上20:30-21:00於港台電視31播出。

## 節目環節
- 說故事：由香港藝術家親身講述他們發展藝術的經歷
- 星閃閃：講述藝員或歌星對於藝術的看法（第二輯節目環節）
- 有笑聲：由朱栢謙以輕鬆手法介紹藝術知識
- 專題
  - Make a Change
  - 日與夜
  - 不寂寞
  - 有未來
  - 無國界
  - 在人間
  - 在身邊
- 熱辣辣：介紹節目播映該星期的文化藝術節目

## 每集內容

### 第一輯
| 集數 | 播映日期(2012年) | 嘉賓／主題               | 嘉賓／主題                             | 嘉賓／主題                 | 嘉賓／主題                                                                                           |
| 集數 | 播映日期(2012年) | 說故事（職位）           | 專題（項目）                           | 有笑聲                     | 熱辣辣                                                                                               |
| 01   | 4月24日          | 邢亮（舞蹈家）           | （Make a Change）交通工具              | 蒙羅麗莎的曖昧微笑         | 香港2012國際無伴奏合唱節 緣生意轉：佛教的藝術                                                        |
| 02   | 5月1日           | 彭秀慧（舞台劇演員）     | （Make a Change）政府部門              | 點解有人話第九交響曲好邪？ | 東邊舞蹈團《針言·絮語》 「新文本戲劇節」《誰殺了大象》                                               |
| 03   | 5月8日           | 周俊輝（視覺藝術家）     | （Make a Change）維園                  | 點解跳現代舞唔著鞋？       | 《法國五月》 動漫基地《動漫都市》展覽                                                                |
| 04   | 5月15日          | 曾翠珊（導演）           | （Make a Change）家居                  | 畢加索係風流定下流？       | 《全球針孔攝影日（香港）》 《天比高圍你音樂會－第三十圍》                                            |
| 05   | 5月22日          | 又一山人（藝術家）       | （日與夜）24：海潮                     | 睇戲點解要食爆谷？         | 奇想偶戲劇團《奇妙的光影》 M+進行：油麻地                                                            |
| 06   | 5月29日          | 呂奡元（低音大提琴家）   | （日與夜）藝術家的夜                   | 好演員都係癲嘅？           | 《在浮城的角落唱首歌》麥海珊 新約舞流《界限·街道圖》                                                 |
| 07   | 6月5日           | 何應豐（跨媒界藝術家）   | （日與夜）一件作品的誕生               | 第一代粉絲的誕生？         | 亞洲劇力無邊界·第二擊 JCCAC手作市集                                                                  |
| 08   | 6月12日          | 謝至德（攝影師）         | （日與夜）午飯前·晚飯後                | 裸體模特兒係份筍工？       | 手語音樂劇《無耳兔的自畫像》 「多媒體無限」系列：音樂劇場                                            |
| 09   | 6月19日          | 何倩彤（畫家）           | （不寂寞）舞蹈員與痛症治療師           | 撞板？                     | 《天中懷古》古琴音樂會 《我的基本生活（第三元素）》綠光製作                                          |
| 10   | 6月26日          | 王丹琦（舞蹈創作者）     | （不寂寞）二胡工匠與學徒               | 概念藝術好搞笑？           | Island Express Jazz Orchestra @ 藝穗會Fringe Club 「區區也有榕樹頭」一人一故劇場工作坊及社區巡迴演出 |
| 11   | 7月3日           | 楊秀卓（藝術教師）       | （不寂寞）以管窺心                     | 幽默點解會係黑色           | 中英劇團《新光演義》 香港話劇團《舞台上的香港》珍貴演出錄像回顧                                      |
| 12   | 7月10日          | 江康泉（漫畫家）         | （不寂寞）當畫家遇上攝影師             | BB一定要聽莫札特？         | 抬花轎·迎新娘－郭雅志的吹管世界 II 《CRAVE狂情》風車草劇團X進劇場                                    |
| 13   | 7月17日          | 楊嘉輝（藝術家）         | （有未來）薪火相傳                     | 跳探戈點解"唧"都唔笑？     | 《微風吹IX－說再見》舞蹈表演 「啟德河是／不是一個隱喻」展覽                                          |
| 14   | 7月24日          | 林東鵬（畫家）           | （有未來）雲門舞集：香港「敢動！」計劃 | 揚州八怪有幾怪？           | 「我愛大澳－真色·珍惜」熊蕙蘭相片珍藏展 擊鼓劇場《接心木》                                           |
| 15   | 7月31日          | 伍卓賢（音樂人）         | （有未來）開放音樂                     | 作者已死？                 | 粵劇新秀演出系列2012/13 Osage Atelier - Ng Joon Kiat 畫展                                            |
| 16   | 8月7日           | 黃詠詩（編劇／演員）     | （有未來）另眼「相」看                 | 我鍾意你因為你夠醜？       | “I Knit MK”（針織塗鴉） 舞蹈詩劇《蘭亭·祭姪》                                                                   |
| 17   | 8月14日          | 王潔清（粵劇演員）       | （Make a Change）N年無見擁抱行動       | 波里活大戰荷里活？         | 「灼爍之港：香港當代攝影2012」攝影展 不是空間《仲夏夜之夢－那些在夢想之間的事》                      |
| 18   | 8月21日          | 廖偉棠（詩人）           | （Make a Change）16座都市旅行團        | 藝術家就係命苦？           | 《胡妮晶傳》青年粵語劇場 香港口琴協會十周年紀念音樂會暨第九屆亞太口琴節祝捷                          |
| 19   | 9月11日          | 陳焯華（舞台燈光設計師） | （Make a Change）人山人海              | 戲曲演員點解要畫花塊面？   | 編舞創作坊：2012末日·重生 「七嘴八舌，什都聽不見」吳以強個人作品展                                   |

### 第二輯
| 集數 | 播映日期 (2012年及2013年) | 嘉賓／主題           | 嘉賓／主題                 | 嘉賓／主題                                 | 嘉賓／主題                   | 嘉賓／主題                         |
| 集數 | 播映日期 (2012年及2013年) | 說故事（職位）       | 星閃閃（標題）             | 專題（項目）                               | 有笑聲                       | 熱辣辣                             |
| 01   | 11月7日                   | 甘志強（藝術家）     | 周柏豪（好想攝影）         | （無國界）利物浦雙年展                     | 電影嘅慢鏡同快鏡有咩咁好玩？ | 好想藝術全城唱迷你音樂會           |
| 02   | 11月14日                  | 魏綺珊（演員／編劇） | 張繼聰（好想創作）         | （無國界）利物浦雙年展                     | 欣賞藝術最佳距離係？         | 何必。館《大鬧天宮》               |
| 03   | 11月21日                  | 新劍郎（粵劇名伶）   | 方力申（好想擁有）         | （無國界）利物浦雙年展                     | 究竟係多媒體定係媒體多？     | 詹瑞文《帝女詹－奸男Style》        |
| 04   | 11月28日                  | 鄧小樺（作家）       | 黃耀明（好想文藝復興）     | （有未來）甄詠蓓－母女                     | 藝術品點樣定價？             | 大舞台劇團《極地情聖》             |
| 05   | 12月5日                   | 莊梅岩（劇場編劇）   | 繆浩昌（好想畫漫畫）       | （有未來）朗天－父女                       | 酒精濃度係同藝術境界成正比？ | 志蓮淨苑《未生怨》                 |
| 06   | 12月12日                  | 李耀誠（框鼓演奏家） | 周國賢（好想創作）         | （有未來）阮德鏘－家人                     | 前衛藝術已經Out左？          | 香港中樂團《冬至·夏歸乎》          |
| 07   | 12月19日                  | 林嵐（雕塑藝術家）   | 林二汶（好想寫作）         | （Make a Change）末日前的死亡習作          | 你願意花幾多時間俾藝術？     | 佛學動力文化藝術基金會《大樂舞者》 |
| 08   | 12月26日                  | 楊學德（漫畫家）     | 劉心悠（好想抒發）         | （Make a Change）末日後向世界說愛你        | 每個人都可以成名十五分鐘？   | 安迪·華荷︰十五分鐘的永恆          |
| 09   | 1月2日                    | 潘燦良（舞台劇演員） | 盧巧音（好想食甜品）       | （Make a Change）我們的失常告白            | 女人想喺藝術留名仲難過登天？ | 跨媒體音樂劇場《夢·飛》            |
| 10   | 1月9日                    | 張經緯（導演／編劇） | 黃山怡（好想好生活）       | （在人間）攝心·照像                        | 藝術家相見好，同住難？       | 站在延續線                         |
| 11   | 1月23日                   | 周佩韻（舞蹈家）     | 狄易達（好想跳舞）         | （在人間）活化廳                           | 人生比舞台更戲劇化？         | 《後設風景－吳世傑攝影作品展》     |
| 12   | 1月30日                   | 包以正（爵士結他手） | 林德信（好想創作）         | （在人間）卓新力量                         | 有權力又點，你有taste咩？    | 《宋冬：三十六曆》                 |
| 13   | 2月6日                    | 霍世潔（胡琴演奏家） | 藍奕邦（好想好生活）       | （在身邊）樂聲在不遠處                     | 藝術家都鍾意玩自拍？         | 西九大戲棚                         |
| 14   | 2月13日                   | 石家豪（視覺藝術家） | Robynn & Kendy（好想唱歌） | （在身邊）藍領詩人鄧阿藍                   | 藝術究竟打乜「主義」？       | 「尋常往日聲」阮仕春與好友演奏會   |
| 15   | 2月20日                   | 朱栢謙（舞台劇演員） | 林一峰（好想攝影）         | （在身邊）麵包／藝術                       | 好想藝術好聽，定好睇？       | 香港藝術節                         |
| 16   | 2月27日                   | －                   | 李思汝、黃寶漳（好想主持） | （Make a Change）N年無見擁抱行動、人山人海 | －                           | －                                 |

## 外部連結
- 香港電台特備網頁 - 好想藝術（页面存档备份，存于）
- 香港電台節目網頁 - 好想藝術（页面存档备份，存于）
- Facebook專頁 - 好想藝術（页面存档备份，存于）
- RTHK Podcast：好想藝術（页面存档备份，存于）

## 電視節目的變遷
| 香港亞洲電視本港台 星期二 19:00-19:30 時段        | 香港亞洲電視本港台 星期二 19:00-19:30 時段                 | 香港亞洲電視本港台 星期二 19:00-19:30 時段                                       |
| ------------------------------------------------- | ---------------------------------------------------------- | -------------------------------------------------------------------------------- |
|                                                   | 好想藝術（第一輯）（港台節目） （2012.04.24 - 2012.09.11） |                                                                                  |
| 放馬過來（港台節目） （2012.02.14 - 2012.04.17）  | 亞洲政策組－人人住得好 （2012.09.18 - 2012.11.17）         |                                                                                  |
| 香港亞洲電視本港台 星期三 19:00-19:30 時段        |                                                            |                                                                                  |
| 濠江水悠悠 澳門五百年 （2013.08.28 - 2013.09.18） | 好想藝術（第三輯）（港台節目） （2013.09.25 - 2014.02.19） | 財政預算案論壇 （2014.02.26） 緣來好食德（港台節目） （2014.03.05 - 2013.05.28） |

| 香港無綫電視翡翠台 星期三 19:00-19:30 時段            | 香港無綫電視翡翠台 星期三 19:00-19:30 時段                                                    | 香港無綫電視翡翠台 星期三 19:00-19:30 時段                   |
| ----------------------------------------------------- | --------------------------------------------------------------------------------------------- | ------------------------------------------------------------ |
|                                                       | 好想藝術（第二輯）（港台節目） （2012.11.07 - 2013.02.27）                                    |                                                              |
| 私隱何價（港台節目） （2012.09.26 - 2012.10.31）      | 半世紀創新女性（港台節目） （2013.03.06） 癌變解碼 II（港台節目） （2013.03.11 - 2013.05.01） |                                                              |
| 香港無綫電視翡翠台 星期日 19:00-19:30 時段            |                                                                                               |                                                              |
| 機電夢飛翔（港台節目） （2014.01.19 - 2014.03.16）    | 好想藝術（第四輯）（港台節目） （2014.03.23 - 2014.06.22）                                    | 海底漫遊－華人攝影師（港台節目） （2014.06.29 - 2014.07.27） |
| 香港無綫電視翡翠台 星期日 19:00-19:30 時段            |                                                                                               |                                                              |
| 沒有牆的世界V（港台節目） （2015.09.27 - 2015.11.29） | 好想藝術（第五輯）（港台節目） （2015.12.06 - 2016.02.14）                                    | 2016 立法會補選論壇（新界東）（港台節目） （2016.02.21）     |

| 香港港台電視31 星期日 20:30-21:00 時段    | 香港港台電視31 星期日 20:30-21:00 時段         | 香港港台電視31 星期日 20:30-21:00 時段 |
| ----------------------------------------- | ---------------------------------------------- | -------------------------------------- |
|                                           | 好想藝術（第五輯） （2015.12.06 - 2016.02.14） |                                        |
| 沒有牆的世界V （2015.09.27 - 2015.11.29） | 2016 立法會補選論壇（新界東） （2016.02.21）   |                                        |